# Anaerobiose
Um organismo anaeróbico é qualquer organismo que não necessita de oxigênio para o crescimento. Ele pode reagir negativamente ou até mesmo morrer se o oxigênio está presente. Um organismo anaeróbio pode ser unicelular (por exemplo protozoários e bactérias) ou multicelulares (por exemplo, Nereida (verme) poliquetas, e nematoides parasíticos.). Para fins práticos, há três categorias de anaeróbios:
- Anaeróbios obrigatórios, que são prejudicados pela presença de oxigênio;[5][6]
- Organismos aerotolerantes, que não podem usar o oxigênio para o crescimento, mas toleram sua presença;[7]
- Anaeróbios facultativos, que podem crescer sem oxigênio, mas utilizam o oxigênio se ele estiver presente.

## Distribuição
Nos seres humanos, organismos anaeróbios são normalmente encontrados no trato gastrointestinal. Algumas bactérias anaeróbias produzem toxinas clinicamente importantes (por exemplo, o tétano).

### Origem da energia
A energia usada pelos organismos vem, em última análise, quase sempre do sol. O processo de fotossíntese "captura" esta energia solar em uma ligação química, unindo dois átomos. Na molécula de glicose, por exemplo, entre os átomos de carbono existe energia acumulada, potencialmente utilizável.

### Utilização da energia
Um organismo vivo rompe uma ligação química para utilizar esta energia. Com isto são "liberados" um ou mais eléctrons. Estes elétrons necessitam ser "recebidos" por alguma outra molécula. Este processo é chamado de respiração celular.

### Processos de Respiração Anaeróbia
A respiração anaeróbia é feita principalmente a partir de fermentação, seja ela láctica ou alcoólica.